# Аутоантигены
Аутоантиге́ны — молекулы веществ в составе клеток, органов и тканей высших животных, которые распознаются при определённых условиях как чужеродные.
К ним относят белки, синтез которых начинается после созревания иммунной системы (к примеру входящих в состав спермы, материнского молока), макромолекулы органов, отделённых от иммунной системы гистогематическим барьером. К ним относят гемато-энцефалический, гемато-ликворный, гемато-тестикулярный, гемато-клубо́чковый, гемато-ретина́льный, гемато-офтальмический, гемато-ти́мусный.
При нарушении проницаемости данных барьеров, либо других нарушениях при которых иммунная система воспринимает нормальные белки как чужеродные. В результате начинается развитие аутоиммунной реакции. Они могут приводить к развитию самых разнообразных аутоиммунных заболеваний. К ним в частности относят рассеянный склероз, аутоиммунный тиреоидит и др.